# Trafik och Järnväg
Trafik och Järnväg, TJ, är en förening inom fackförbundet SRAT, som tillhör centralorganisationen Saco. TJ har, i förhållande till SRAT, en egen ekonomi, medlemsavgifter och styrelse. TJ riktar sig till den som har gymnasieutbildning eller högre utbildning med administrativ, teknisk eller arbetsledande funktion vid statliga verk och myndigheter, kommunala förvaltningar och näringsliv med koppling till transportsektorn. Medlemmarna är sysselsatta inom såväl land-, sjö-, flyg- som spårtrafik (eller inom dessa verksamheters infrastruktur och stödfunktioner).
TJ har cirka 3 400 yrkesverksamma medlemmar (2004). Liksom de flesta andra Sacoförbund erbjuder TJ en kompletterande inkomstförsäkring som vid arbetslöshet garanterar den 80 % av lönen under de första 120 arbetsdagarna.